# 표도르 2세
표도르 2세(러시아어: Фёдор II Борисович 표도르 보리소비치[*], 1589년 ~ 1605년 6월 11일)는 동란 시대에 재위했던 러시아 차르국의 차르(재위: 1605년 4월 23일 ~ 1605년 6월 11일)이다.

## 생애
보리스 고두노프 차르의 아들로 태어났다. 건강한 신체, 열정적인 성격을 가졌던 표도르는 아버지로부터 높은 수준의 교육을 받았으며 모스크바 지도를 직접 작성했을 정도로 훌륭한 지성을 갖추었다. 그가 작성한 모스크바 지도는 지금도 남아 있다.
1605년 4월 23일 자신의 아버지인 보리스 고두노프가 사망하면서 표도르는 러시아의 차르에 올랐다. 1605년 6월 11일에는 모스크바를 방문한 가짜 드미트리 1세의 사절단이 표도르 2세에게 차르에서 물러날 것을 요구했다. 가짜 드미트리 1세를 지지하던 보야르 일당이 모스크바 크렘린을 점령하면서 표도르는 체포되었으며 표도로는 자신의 어머니와 함께 살해당했다.

## 사진

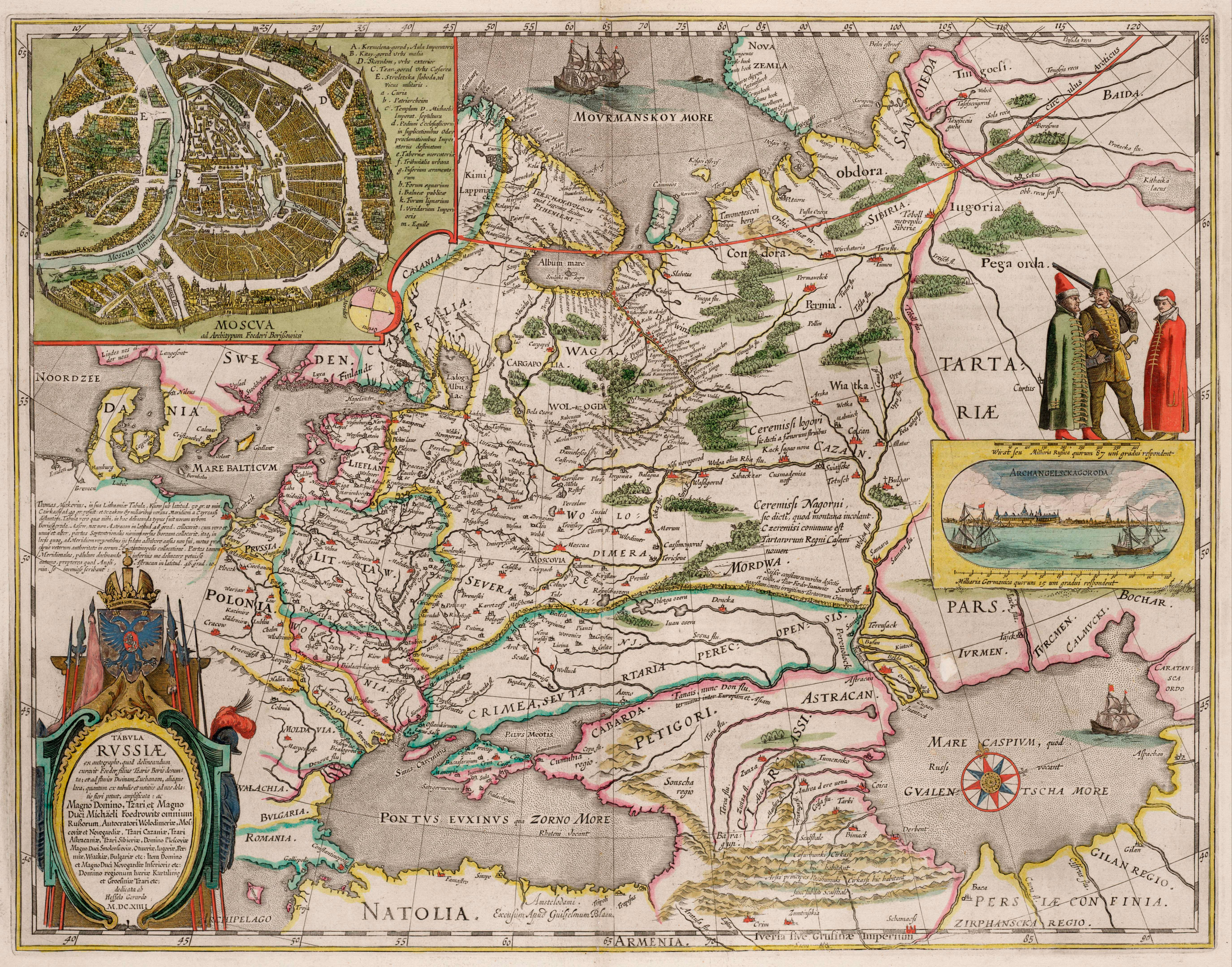
표도르 2세가 그린 러시아 지도
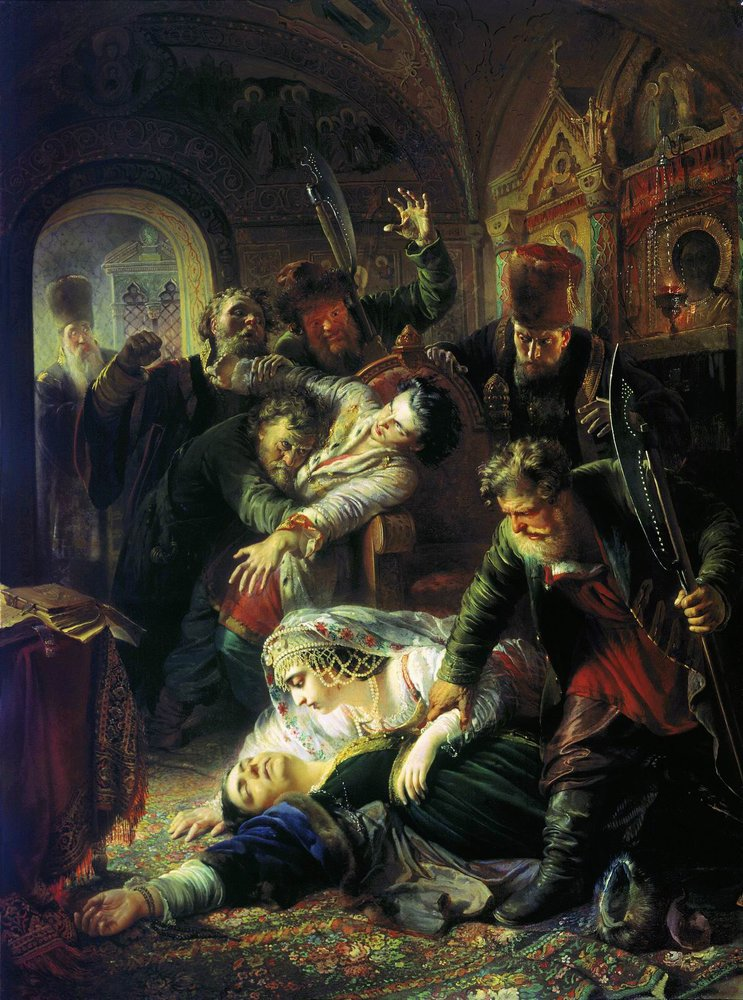
가짜 드미트리 1세를 지지하던 세력들이 표도르 2세와 그의 어머니를 살해하는 모습을 묘사한 그림

| 전임 보리스 고두노프 | 루스 차르국의 차르 1605년 4월 23일 ~ 1605년 6월 11일 | 후임 가짜 드미트리 1세 |